# Адаптивний фільтр
Адапти́вний фі́льтр — електронний фільтр, який самостійно регулює свою передавальну функцію відповідно до алгоритму оптимізації з використанням сигналу похибки.
Оскільки параметри адаптивного фільтра змінюються в процесі його роботи, такий фільтр можна віднести до нелінійних пристроїв. Однак, при кожному фіксованому значенні параметрів адаптивний фільтр — це лінійний пристрій, оскільки між його вхідними та вихідними сигналами зазвичай існує лінійна залежність, обумовлена поточним набором вагових коефіцієнтів (ВК), подібно лінійним фільтрам з фіксованими ВК.
Щоб визначити змінювані в процесі роботи параметри, необхідно сформулювати критерій роботи адаптивного фільтра. Таким критерієм часто є мінімум деякої цільової функції, — як правило, функції похибки між необхідним і вихідним сигналами адаптивного фільтра.

## Блок-схема
Існують дві основні структури адаптивних фільтрів. Це фільтри зі скінченною імпульсною характеристикою (СІХ), або трансверсальні (англ. adaptive transversal filter, ATF), і фільтри з нескінченною імпульсною характеристикою (НІХ), або рекурсивні.